# Gimnastyka korekcyjna
Gimnastyka korekcyjna − część wychowania fizycznego, obowiązują w niej zasady metodyki wychowania fizycznego. Mimo to gimnastyka korekcyjna jest specyficzną formą ćwiczeń, w których ruch został w pewnej mierze podporządkowany celom terapeutycznym. Stosowane tu zestawy ćwiczeń mają doprowadzić do korekcji postawy ciała. To powoduje, że specyficzne są również zasady i metody stosowane w gimnastyce korekcyjnej.
Do głównych zadań gimnastyki korekcyjnej zalicza się
- uświadomienie dziecku jego deficytu i konsekwencji wynikających z wystąpienia wady postawy;
- wyeliminowanie kompleksów psychicznych i fizycznych spowodowanych uczestnictwem w zajęciach korekcyjnych;
- uświadomienie rodzicom przyczyn i skutków wystąpienia wad postawy;
- opanowanie umiejętności skorygowania wady przez przyswojenie korekcji lokalnych i globalnych oraz rozciągnięcie grup mięśni przykurczonych i wzmocnienie osłabionych;
- kształtowanie nawyku prawidłowej postawy;
- wyrabianie wytrwałości posturalnej;
- utrwalenie nawyku prawidłowej postawy w różnych warunkach jego życia codziennego, bez udziału świadomości;
- wdrożenie do rekreacji ruchowej uwzględniającej elementy profilaktyki i korekcji zaburzeń zagrażających lub istniejących u dziecka.

Do podstawowych ćwiczeń zalicza się
- ćwiczenia oddechowe − plecy okrągłe, skolioza
- ćwiczenia mięśni grzbietu i pośladków − plecy okrągłe, odstające łopatki
- ćwiczenia mięśni brzucha − zwiększona lordoza
- ćwiczenia korygujące ustawienie miednicy − zwiększona lordoza
- ćwiczenia antygrawitacyjne; czynne prostowanie i rozciąganie kręgosłupa − zwiększona lordoza, plecy okrągłe, odstające łopatki, skoliozy